# Gera Dániel
Gera Dániel Richárd (Budapest, 1995. augusztus 29. –) magyar válogatott labdarúgó, a Diósgyőr játékosa.

## Pályafutása

### Klubcsapatokban
A Goldball FC-ben kezdett futballozni. A Goldballban töltött évek után előbb megfordult az MTK, a Vasas, majd az Újpest korosztályos csapatában is. 2011. augusztus 18-án a lila-fehérek U17-es együttesétől tért vissza a kék-fehérekhez.
Két évet töltött az MTK U19-es csapatában, majd 2013-ban már a második csapatot erősítette, míg 2015. március 12-én felkerült a felnőttek közé.

#### MTK
A kék-fehéreknél 126 mérkőzést játszott az első csapatban (NB I, NB II, Magyar Kupa, Európa Liga-selejtező), melyeken összesen 22-szer volt eredményes, emellett 19 gólpassz is szerepel a neve mellett.
Első bajnoki gólját 2016. április 6-án, a Békéscsaba elleni hazai bajnokin szerezte. Azon a találkozón a gólja mellett az utolsó percekben kiosztott egy gólpasszt is.
A 2020/21-es bajnoki idényben 13-szor lépett pályára, melyeken négy gólpassza mellett négyszer is eredményes tudott lenni.

#### Ferencváros
2021. január 18-tól az FTC csatára, a 2020–21-es idényben 7 bajnoki és 1 kupamérkőzésen játszott, a bajnokcsapat tagja lett.

#### Puskás Akadémia
2021. július 23-től 2022. június 30-ig kölcsönben a PAFC játékosa, a 2021–22-es bajnokságban 19 mérkőzésen kapott lehetőséget, csapatával az NB I-ben bronzérmet szereztek.

#### Diósgyőr
2022 augusztus végén a DVTK-hoz igazolt.

### A válogatottban
2015. november 16-án, egy görögök elleni összecsapáson mutatkozott be a magyar U21-es válogatottban. Ezután még háromszor lépett pályára a korosztályos nemzeti csapatban (Izrael, Albánia, Liechtenstein), az albánok ellen ráadásul megszerezte első gólját is meggypiros szerelésben.

## Statisztika

### Klubcsapatokban
2025. augusztus 16-án frissítve.
| Klub             | Szezon           | Bajnokság | Bajnokság | Kupa  | Kupa  | Ligakupa | Ligakupa | Nemzetközi | Nemzetközi | Összesen | Összesen |
| Klub             | Szezon           | Mérk.     | Gólok     | Mérk. | Gólok | Mérk.    | Gólok    | Mérk.      | Gólok      | Mérk.    | Gólok    |
| ---------------- | ---------------- | --------- | --------- | ----- | ----- | -------- | -------- | ---------- | ---------- | -------- | -------- |
| MTK Budapest     | 2011–12          | 1         | 0         | —     | —     | —        | —        | —          | —          | 1        | 0        |
| MTK Budapest     | 2012–13          | —         | —         | —     | —     | —        | —        | —          | —          | —        | —        |
| MTK Budapest     | 2013–14          | —         | —         | —     | —     | 4        | 1        | —          | —          | 4        | 1        |
| MTK Budapest     | 2014–15          | 2         | 0         | 0     | 0     | 3        | 0        | —          | —          | 5        | 0        |
| MTK Budapest     | 2015–16          | 27        | 1         | 1     | 1     | —        | —        | 1          | 0          | 29       | 2        |
| MTK Budapest     | 2016–17          | 17        | 2         | 1     | 0     | —        | —        | 3          | 0          | 21       | 2        |
| MTK Budapest     | 2017–18          | 22        | 3         | 3     | 2     | —        | —        | —          | —          | 25       | 5        |
| MTK Budapest     | 2018–19          | 25        | 6         | 2     | 2     | —        | —        | —          | —          | 27       | 8        |
| MTK Budapest     | 2019–20          | 4         | 0         | 4     | 1     | —        | —        | —          | —          | 8        | 1        |
| MTK Budapest     | 2020–21          | 13        | 4         | 0     | 0     | —        | —        | —          | —          | 13       | 4        |
| MTK Budapest     | Összesen         | 111       | 16        | 11    | 6     | 7        | 1        | 4          | 0          | 133      | 23       |
| Ferencváros      | 2020–21          | 7         | 0         | 1     | 0     | —        | —        | —          | —          | 8        | 0        |
| Ferencváros      | 2021–22          | —         | —         | —     | —     | —        | —        | 0          | 0          | 0        | 0        |
| Ferencváros      | Összesen         | 7         | 0         | 1     | 0     | —        | —        | 0          | 0          | 8        | 0        |
| Puskás Akadémia  | 2021–22          | 19        | 0         | 1     | 1     | —        | —        | —          | —          | 20       | 1        |
| Puskás Akadémia  | Összesen         | 19        | 0         | 1     | 1     | —        | —        | —          | —          | 20       | 1        |
| Diósgyőri VTK    | 2022–23          | 16        | 4         | 1     | 0     | —        | —        | —          | —          | 17       | 4        |
| Diósgyőri VTK    | 2023–24          | 29        | 5         | 3     | 1     | —        | —        | —          | —          | 32       | 6        |
| Diósgyőri VTK    | 2024–25          | 31        | 4         | 2     | 0     | —        | —        | —          | —          | 33       | 4        |
| Diósgyőri VTK    | 2025–26          | 3         | 0         | —     | —     | —        | —        | —          | —          | 3        | 0        |
| Diósgyőri VTK    | Összesen         | 79        | 13        | 6     | 1     | —        | —        | —          | —          | 85       | 14       |
| Karrier összesen | Karrier összesen | 216       | 29        | 19    | 8     | 7        | 1        | 4          | 0          | 246      | 38       |

### A válogatottban
| Magyarország | Magyarország | Magyarország |
| Év           | Mérk.        | Gólok        |
| ------------ | ------------ | ------------ |
| 2024         | 4            | 0            |
| Összesen     | 4            | 0            |

### Mérkőzései a válogatottban
| Magyarország | Magyarország       | Magyarország                    | Magyarország        | Magyarország | Magyarország | Magyarország    | Magyarország | Magyarország |
| #            | Dátum              | Helyszín                        | Hazai               | Eredmény     | Vendég       | Kiírás          | Gólok        | Esemény      |
| ------------ | ------------------ | ------------------------------- | ------------------- | ------------ | ------------ | --------------- | ------------ | ------------ |
| 1.           | 2024. október 11.  | Budapest, Puskás Aréna          | Magyarország        | 1 – 1        | Hollandia    | Nemzetek Ligája | -            | 89'          |
| 2.           | 2024. október 14.  | Zenica, Bilino Polje Stadion    | Bosznia-Hercegovina | 0 – 2        | Magyarország | Nemzetek Ligája | -            | 68'          |
| 3.           | 2024. november 16. | Johan Cruijff Arena, Amszterdam | Hollandia           | 4 – 0        | Magyarország | Nemzetek Ligája | -            | 74'          |
| 4.           | 2024. november 19. | Budapest, Puskás Aréna          | Magyarország        | 1 – 1        | Németország  | Nemzetek Ligája | -            | 65' 87'      |
|              | Összesen           |                                 |                     | 4            | mérkőzés     |                 | 0            | gól          |

## Sikerei, díjai
Ferencváros
- Magyar bajnok (1): 2020–21[4]

 Puskás Akadémia
- Magyar labdarúgó-bajnokság bronzérmes: 2021–22

 Diósgyőr
- NB II bajnok: 2022–23